# Ефект на основаване
В популационната генетика, под ефект на основаване се разбира загубата на генетична изменчивост тогава, когато се основава нова колония от много малък брой индивиди от по-голяма популация. За пръв път е напълно описан от Ернст Майр през 1952 г., който стъпва на вече наличната теоретична основа от трудовете на Сюъл Райт. В резултат на загубата на генетична изменчивост, новата популация може да бъде видимо различна – и в генотипно, е във фенотипно отношение – от майчината популация, от която произлиза. В крайни случаи, ефектът на основаването се счита за начало на видообразуване и последваща еволюция на нов вид. Ефектът на основаване може може да се наблюдава и при меметичната еволюция.
На фигурата е показана изходната популация, която има равен брой сини и червени индивиди. При трите по-малки популации, които основат нови колонии, се вижда различно съотношение на индивидите по цвят (ефект на основаване), един вид случайна извадка от основната популация. При ефекта популационно „гърло на бутилка“ също може да настъпи ефект на основаване, въпреки че в този случай не става въпрос за нова популация в строг смисъл.
В допълнение към ефекта на основаване, новата популация често е малобройна и има завишена чувствителност на генетичен дрейф, при нея се наблюдава увеличение на близкородственото кръстосване и относително малка генетична изменчивост.